# Anima og animus
|  | Denne artikel handler om de psykoanalytiske begreber. Se også Anima, Foreningen For Alle Dyrs Rettigheder. |
Anima og animus er de feminine og maskuline former af latin for 'luft, vind, åndedræt, livskraft'. Især Carl Gustav Jung har brugt begreberne til at betegne fænomener i hans dybdepsykologi. 

## Anima
I følge Jung er anima den kvindelige side i mandens ubevidste, og repræsenterer samtidig det billede, han bærer i sig af den kvindelige natur i det hele taget, i form af den kvindelige arketype. Den første projektion af mandens anima gælder moderen og senere kvinder som vækker hans følelser negativt eller positivt. Eller som et ordsprog siger: "Enhver mand bærer sin Eva i sig".
Om mandens anima, skriver C.G. Jung blandt andet:
"Enhver mand bærer i sig et billede af en kvinde, ikke billedet af denne bestemte kvinde, men af en bestemt kvinde. Dette billede er i grunden en ubevidst arvemasse fra urtiden, indgraveret i det levende system, en 'type' (se arketype), med alle anerækkens erfaringer om det kvindelige væsen, et nedslag af samtlige indtryk af kvinden, et nedarvet psykisk tilpasningssystem... Anima er livets arketype. Manden behersker livet med sin forstand, men livet lever i ham ved anima."
I drømme kan Anima manifestere sig som mild jomfru, gudinde, heks, engel, dæmon, tiggerske, skøge, amazone. Som mere dagligdags billeder som en ko, en kat, en tiger, et skib, en hule. Anima vil ofte fremtæde som enkeltfremtodning af symboler, fx som en enkelt kvinde, i modsætning til kvindens Animus der optræder som flerhed (se nedenfor).

## Animus
Tilsvarende er animus den mandlige side i kvindens ubevidste, og symboliserer den mandlige arketype.
Kvindens første projektion af animus gælder faderen og efterfølgende de mænd som berører hende positivt eller negativt.
Om animus, skriver C. G. Jung blandt andet:
"...Det samme gælder for kvinden; også hun har et medfødt billede af mænd, medens der hos manden synes at være et billede af kvinden. Da dette billede er ubevidst, er det altid ubevidst projiceret i den elskede figur, og er en af de væsentligste årsager til lidenskabelig tiltrækning og det modsatte... Kvindens hemmelighed er den, at livet kommer til hende gennem animus' åndelige form, selvom hun mener det er Eros, som giver hende livet. Det virkelige liv, i hvilket hun også er offer, kommer til kvinden gennem forstanden, som i hende er legemliggjort ved animus."
I drømme kan Animus viser sig som ørn, tyr, løve, eller som lanse, tårn eller en eller anden fallisk figur. Animus vil ofte fremtæde som en flerhed af figurer, fx soldater, piloter, fodboldspillere eller en forsamling af fædre eller øvrige autoriteter.